# 張庭詩
張庭詩（1826年6月23日—？），字二南，一字伯訓，又字亦廬，山東省登州府黃縣人，清朝政治人物、同進士出身。
光緒十五年（1889年）己丑科進士。同年五月，著交吏部掣签，分发各省以知县即用。光緒十七年（1891）任四川鄉試同考官，四川昭化縣縣令，光緒二十三年（1897年）回鄉，著有《校乡党图考补证札记》一卷，辑《黄县诗征》（《士乡诗征》）不分卷，另著《汉十四博士字法考》、《尔诗释诗异文记》、《黄县志续录》一卷、《炳烛录》等。《古诗平仄集说》五卷附《五古平仄略》一卷，抄本現藏於清华大学图书馆。